# ガムラ・ウッレヴィ
ガムラ・ウッレヴィ（Gamla Ullevi）は2009年4月5日に建設された、スウェーデン、ヨーテボリにあるサッカースタジアムである。

## 施設の概要
ヨーテボリ・アライアンスのクラブである、IFKヨーテボリ、GAIS、エルグリーテISと、サッカースウェーデン女子代表がホームスタジアムとして使用する。収容人数は19,000人で、うち座席数は15,000席である。また、2,500平方メートルの商業スペースと27のボックスシートを備えている。ピッチは105×68メートルで、天然芝を使用している。元来、ガムラ・ウッレヴィは1916年に建設されたが、2007年から2009年にかけて改築され、現在の形になっている。また、隣接して、ニーア・ウッレヴィ（Nya Ullevi, または単にウッレヴィ, Ullevi）がある。

## 主な大会・イベント
- UEFA U-21欧州選手権2009

## 使用するクラブ
- IFKヨーテボリ（IFK Göteborg）
- GAIS
- エルグリーテIS（Örgryte IS）

### アライアンス
ヨーテボリをホームタウンとする3クラブ、IFKヨーテボリ、GAIS、エルグリーテISは、1919年からヨーテボリ・アライアンス（Göteborgs Alliansen）を結んでおり、様々な活動を共に行っている。特に国際マッチは数多く企画しており、アーセナル、ACミラン、ディナモ・モスクワ、マンチェスター・ユナイテッドなどのビッグクラブを共同で招待し、ガムラ・ウッレヴィで試合を行っている。
ニーア・ウッレヴィが完成した際にアライアンスは移転し、以降33年間ホームスタジアムをそこにおいていたが、1992年にガムラ・ウッレヴィに戻り、2006年から2009年の再建の時期を除き、現在も3クラブはガムラ・ウッレヴィをホームスタジアムとしている。

## 所在地・アクセス
- 鉄道 - ヨーテボリ中央駅（Göteborg C）から徒歩5分。
- トラム - ドロットニング・トリエット（Drottningtorget）、ウッレヴィ・セードラ（Ullevi södra）、ウッレヴィ・ノッラ（Ullevi norra）から至近